# Mig og min familie (film)
 For alternative betydninger, se Mig og min familie. (Se også artikler, som begynder med Mig og min familie)
Mig om min familie er en dansk film fra 1957, skrevet og instrueret af Peer Guldbrandsen.

## Medvirkende
- Peter Malberg
- Gerda Madsen
- Ebbe Langberg
- Ilselil Larsen
- Preben Lerdorff Rye
- Aage Winther-Jørgensen
- Bodil Udsen
- Erni Arneson
- Bent Vejlby
- Knud Rex
- Svend Bille
- Bent Christensen
- Karen Lykkehus
- Ego Brønnum-Jacobsen
- Keld Markuslund
- Gunnar Bigum
- Ole Dixon